# Paracheirodon innesi
El tetra neó (Paracheirodon innesi) és un peix d'aigua dolça de la família dels caràcids, de l'ordre dels caraciformes i l'espècie tipus del seu gènere. És un dels peixos més populars en el món de l'aquariofília. No se l'ha de confondre amb el tetra roig (Paracheirodon axelrodi). Aquest últim és una mica més gros i presenta la coloració vermella al llarg de tot el seu cos.

## Morfologia
Pot arribar a fer fins a 4 cm de longitud.
En els costats es pot apreciar una ratlla blau-verdosa iridescent, que s'estén des de la part anterior de l'ull fins a l'altura on es troba l'aleta adiposa. Per sota d'aquesta, però, partint des de la meitat del seu cos, presenta una franja amplia de color vermell molt viu que arriba fins a l'origen de la cua.
Si bé és un peix absolutament inofensiu, la seva boca plena de petites dents, ens recorda que és parent directe dels seus cosins grans: les piranyes, ja que són de la mateixa família.
Pel que fa al dimorfisme sexual, es pot apreciar que les femelles són una mica més robustes i de ventre més voluminós. A més, la franja blava intermèdia del seu cos sembla no ser tan recta com la dels mascles. Aquesta apreciació pot ser una mica dificultosa per al aquarista novell, sobretot si vol iniciar-se en la reproducció de l'espècie, de manera que, en aquests casos, s'aconsella deixar en dejú un parell de dies als exemplars seleccionats, per poder apreciar amb més claredat la diferència entre ambdós sexes.
Té una expectativa de vida d'entre 6 i 7 anys.

## Distribució geogràfica
Curs principal del Riu Amazones i tributaris al Brasil, Colòmbia i el Perú. A més al Brasil: rius Tapauá, Purus i Salimoes. A Colòmbia: riu Loreto. A Perú: rius Putumayo i Ucayali. En el seu hàbitat, l'aigua en què es troben aquests peixos, és bastant fosca, una mena del color del te, causa de l'alta concentració de tanins i fulles mortes que es precipiten a l'aigua, però és clara i neta. A més l'aigua en aquestes regions és molt tova, això succeeix pel fet que els tanins dissolts per la descomposició de la vegetació, capturen el calci que es diposita en el llit rocós. A més provoquen que l'acidesa baixi per sota de nivells de pH 4,5 i 5,5 Una mica cridaner per als biòlegs, és que la concentració de Ferro i altres tipus de metalls dissolts en l'aigua és molt alta, justament a causa de l'acidesa d'aquesta. Això, però, sembla no afectar gens ni mica als Tetras, mentre que per a altres espècies seria fatal. Una altra particularitat és la perfecta adaptació del Neó a hàbitats amb nivells gairebé nuls de Ferro com seria normal en un aquari comunitari, sense que això afecti el seu estat de salut.

## En l'aquari
- Història:

Descobert al voltant de 1940 va ser portat a França, Alemanya i els Estats Units. A causa del fet que els exemplars nadius són una mica exigents amb les condicions de l'aigua, en aquell moment només van poder dur a terme amb èxit la seva reproducció, els qui ja ho havien fet amb l'Arlequí rasbora, ja que els requeriments són molt similars: aigua tova, àcida i amb poca il·luminació. A partir d'allí, es van disseminar per tot el món fins a esdevenir un dels peixos més comuns i apreciats pels aquariòfils.
- Requeriments:

Necessita un aquari d'almenys 30 cm de longitud i una temperatura d'entre 21 i 26 °C.
Es desenvolupa millor en aquaris amb substrat fosc i amb una il·luminació tènue. Alhora també és convenient que l'aquari estigui densament plantat.
Als exemplars adults se'ls pot aclimatar en aigües de mitjana duresa, però per a la seva reproducció, és indispensable que l'aigua sigui tova (gH: 1-7) i lleugerament àcida (pH: 5,5-6). De totes maneres, si se'ls treu dels seus paràmetres òptims el seu equilibri biològic es veu afectat i les malalties oportunistes faran acte de presència. Aquesta espècie és particularment sensible al protozou Plistophora hyphessobryconis. La franja de color del peix tendeix a desaparèixer, pateixen d'escoliosi, la qual cosa els obliga a nedar cap per avall constantment, sense poder alimentar-se, aprimant-se ràpidament i morint en pocs dies.
- Comportament:

Sociable i molt pacífic, ideal per a qualsevol aquari comunitari. Aquests peixos han de viure en grups d'almenys 12 individus, ja que posseeixen un ordre jeràrquic com en qualsevol banc de peixos. En aquest cas, el o els exemplars dominants, van al centre, mentre que els que protegeixen el líder neden a la part exterior. Si només tenim 4 o 5 Tetras en el nostre aquari, els dominants es posaran agressius amb els altres integrants del banc de peixos al sentir desprotegits, el que els mantindrà en permanentment estrès. Tenir un sol exemplar és impensable, ja que el més probable és que s'estressi al punt d'emmalaltir ràpidament.
- Alimentació:

Omnívor. Encara que no molt voraç i una mica tímid a l'hora d'alimentar-se, accepta tot tipus d'aliment. Té especial predilecció per l'aliment viu, com artemia salina, tubifex, larves de mosquit, daphnias i petits cuquets. També pren aliment liofilitzat. Caldrà tenir en compte que la seva boca és molt diminuta al moment d'alimentar-los. Aquest peix no pren el que cau al fons, per la qual cosa s'haurà de tenir especial cura que no hi hagi massa sobrants, ja que l'excés d'aquell, podria deteriorar la qualitat de l'aigua, provocant que el seu estat de salut es deteriori.
- Reproducció:

L'aquari destinat a la seva cria pot ser de mida reduïda (uns 20 cm de longitud) i només serà necessari que contingui una petita zona de vegetació. És possible que la parella pongui els ous el matí següent d'haver-la introduït a l'aquari en qüestió. La femella diposita un nombre relativament petit d'ous els quals faran eclosió al cap de 24 hores. S'ha de retirar als pares de l'aquari després de la posta. Quatre dies després de l'eclosió dels ous, les cries neden lliurement i des d'aleshores se les pot alimentar aliment viu molt petit.

## Galeria

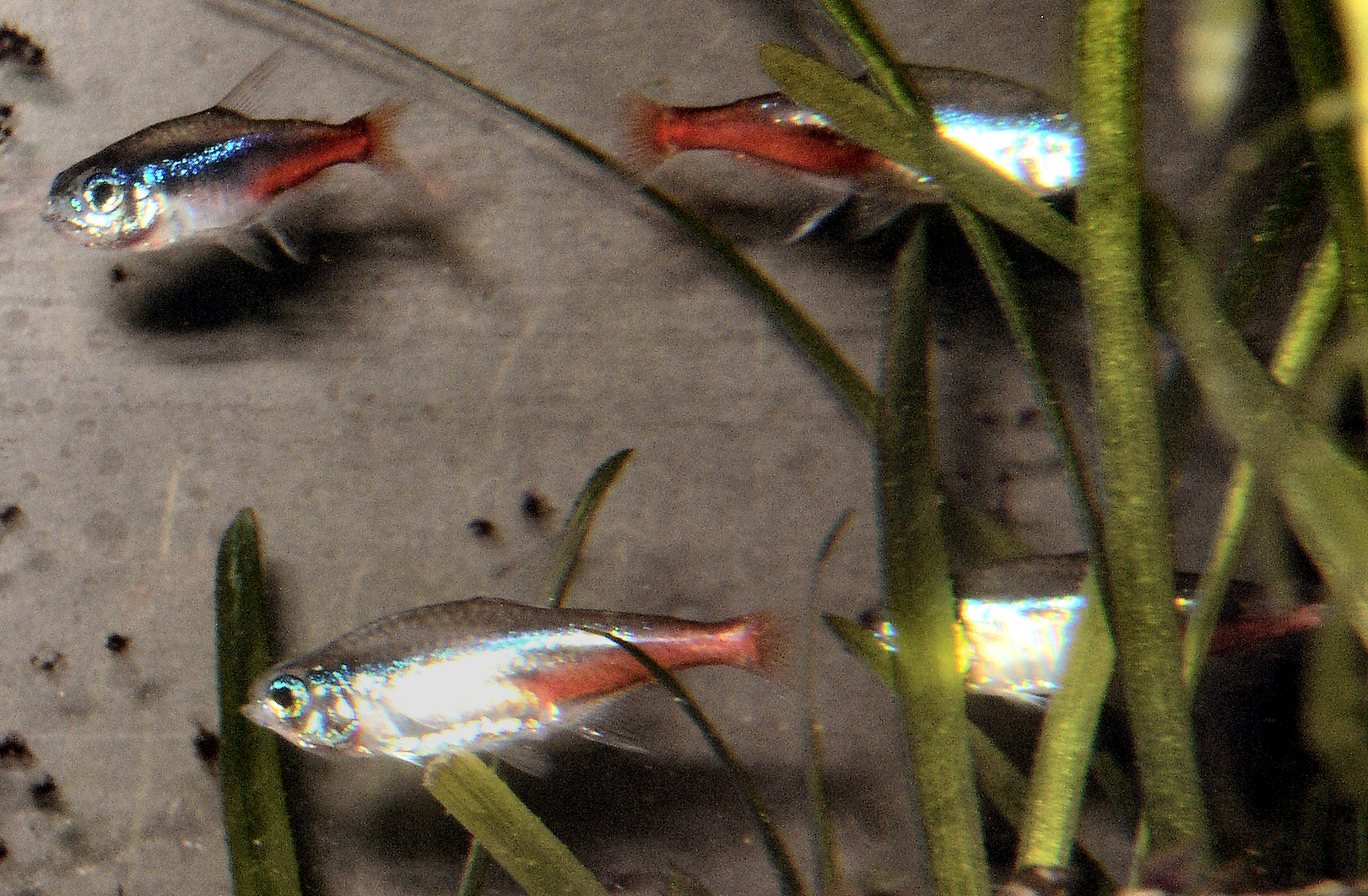
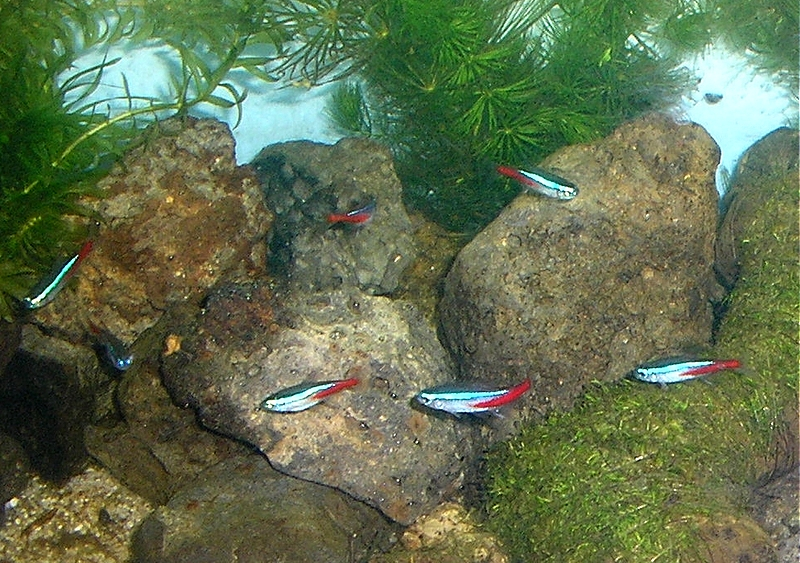
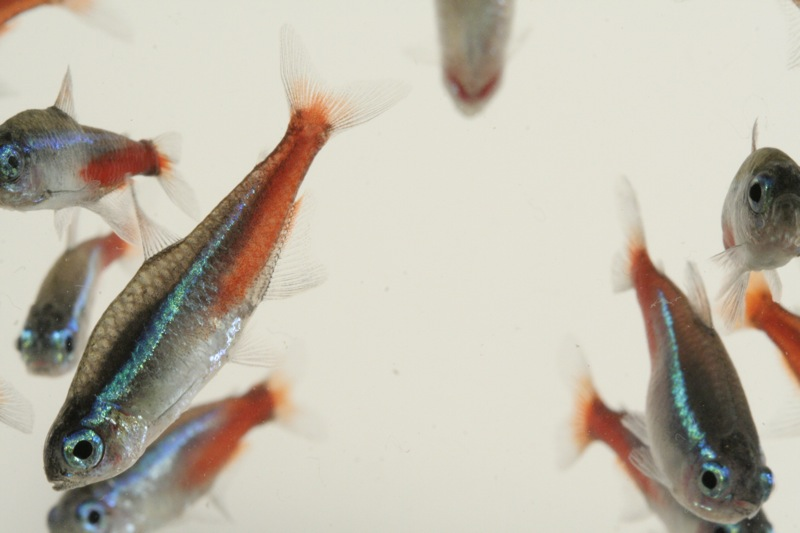